# Jean de Lauson (père)
Jean de Lauson (parfois orthographié Lauzon), surnommé « le Père », né vers 1584 et mort le 16 février 1666 à Paris est un administrateur français. Il fut intendant de Provence, du Dauphiné et de Guyenne, jusqu'en 1648, puis gouverneur de la Nouvelle-France de 1651 à 1656. Il est le fils aîné de François de Lauzon, seigneur de Lirec, en Poitou, conseiller au parlement, descendant d'une famille de robe originaire de Bretagne.
M. de Lauson était employé par le cardinal de Richelieu aux affaires du commerce de la marine et des colonies, et à ce titre devint un élément majeur dans le système français naissant de création et de gestion des colonies. Il était très lié aux affaires de la Nouvelle-France puis du Sénégal, et enfin, du commerce triangulaire avec les îles d'Amérique. Il est le père de Jean de Lauzon (fils) (1620-1661), grand sénéchal de la Nouvelle-France.

## Biographie

### Début de carrière
Il a commencé sa carrière comme conseiller au parlement de Paris où il est reçu le 3 février 1613. Il épouse le 13 avril 1614 à Paris Marie Gaudart (1598-1643), fille de François Gaudart, seigneur du Petit-Marais, conseiller au parlement de Paris et doyen de la 4e chambre des enquêtes, et de Denise Canaye. Il est ensuite maître des requêtes ordinaire de l'Hôtel du roi reçu le 23 mai 1622, il reçoit le 12 juillet 1626 une commission pour faire sa chevauchée en Normandie, il est encore président au Grand Conseil en 1628. Agent de l'administration royale, il va instruire les procès du duc de Montmorency en 1632, puis du duc d'Épernon en 1634.

### L'homme de Richelieu
Il était vraisemblablement l’intermédiaire entre le ministre et les marchands de Rouen. Peut-être même était-il de Rouen.
Jean de Lauzon s’occupait particulièrement des affaires du Canada : c’est lui que le cardinal chargea en 1627 de négocier la démission du duc de Ventadour, vice-roi de la Nouvelle-France, puis de présider comme intendant les réunions de la Compagnie des Cent-Associés. Le 16 avril 1631, il en recevait l’ordre de préparer des vaisseaux pour Québec et vraisemblablement, c’est lui qui mit à la tête de ces vaisseaux Émery de Caen et lui donna mission de réoccuper la ville, ce qui fut fait le 13 juillet 1632. Il portait les titres de conseiller d’État et intendant de la Nouvelle-France.

### Intendant de police, justice et finances
En 1637, il est envoyé en Provence comme intendant de police, justice et finances jusqu'en 1641, et à Vienne comme intendant en Dauphiné en 1640. Il est nommé intendant de Guyenne  en 1641, où il reste jusqu'en 1648. Il assure en même temps les fonctions d'intendant des armées en Guyenne et au Béarn. Il est reçu conseiller d'État vers 1645.

### Seigneur en Nouvelle-France
Propriétaire de plusieurs terres en Nouvelle-France, il fut seigneur de la seigneurie de Lauzon de 1636 à 1651. Elle était située sur la rive-sud du fleuve Saint-Laurent, devant la ville de Québec. Jean de Lauzon n'a jamais habité sur sa terre, surtout en raison de la présence hostile des Iroquois. Ce n'est qu'en 1647 qu'elle fut colonisée par Guillaume Couture, interprète auprès des amérindiens qui fut récompensé pour avoir participé à la signature du premier traité de paix (entre Français et Iroquois) en 1645. Ce traité fut signé par les deux partis dans la région de Trois-Rivières au Québec. Jean de Lauzon (fils) sera héritier de la seigneurie de 1651 à 1661. Elle existera pendant 200 ans jusqu'en 1836. La seigneurie donnera naissance au premier village, situé devant la Ville de Québec, nommé Saint-Joseph-de-la-Pointe-Lévy. Celui-ci deviendra la ville de Lauzon en 1910 jusqu'en 1989, année où la ville de Lauzon sera fusionnée avec la ville de Lévis.
Il fait également l'acquisition de l'île de Montréal en 1638 auprès de la Compagnie des cent-associés qui en est alors la propriétaire. En recevant la concession de l'île, il s'engage à en assurer le peuplement, ce qu'il ne fait pas. Le 7 août 1640, à Vienne, il la cède à Jérôme Le Royer de La Dauversière et Pierre Chevrier, qui souhaitent y établir une colonie.

### Décès à Paris
À la fin de sa vie, Jean de Lauzon s'installe à Paris : il meurt dans cette ville le 16 février 1666, à l'âge de 82 ans, chez l'un de ses fils, chanoine du cloître de Notre-Dame.